# Sloboda Zvierat

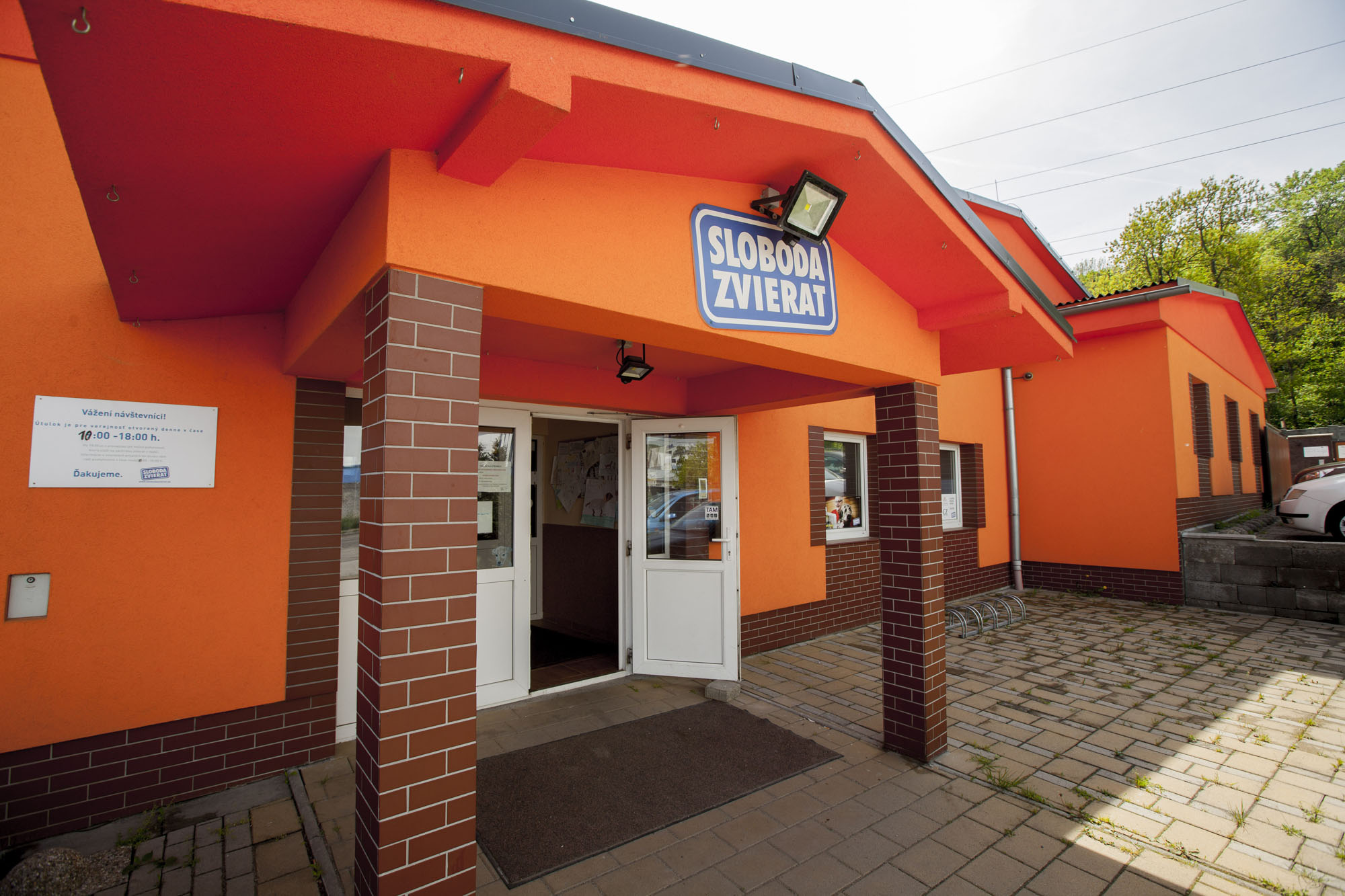
Ingang van het dierenasiel in Bratislava.

Sloboda Zvierat (Nederlands: Vrijheid voor Dieren) is een Slowaakse non-profitorganisatie die zich inzet voor dierenrechten in Slowakije.

## Geschiedenis
Op 5 februari 1993 werd Sloboda Zvierat door Pavla Dugovičová opgericht als organisatie die zich inzette tegen het stierenvechten in Slowakije. Door deze actie zijn er nooit van zulke gevechten in Slowakije gehouden. Al snel hierna werd het tijdschrift PreCit opgericht, waarin werd geïnformeerd over dierenrechten, activiteiten van de organisatie en plannen om dieren te helpen. Ook worden de Dni otvorených očí (Dagen van de geopende ogen) gehouden. Deze tentoonstellingen waren artistieke en documentaire getuigenissen over de mishandeling van dieren. Meer dan 50.000 mensen bezochten deze reizende tentoonstellingen.
Een jaar later startte de organisatie een grote petitie tegen dierenproeven op basis- en middelbare scholen in Slowakije. De petitie verzamelde 75.000 handtekeningen en datzelfde jaar werd een wet aangenomen waarin deze proeven werden verboden op scholen. 
In 1995 werd het dierenasiel in Bratislava opgericht, in 1996 gevolgd door een noodlijn voor situaties met gewonde dieren op straat. Het nummer 187 bestaat nu nog steeds maar is veranderd naar 02 16 187. De lijn is de Slowaakse variant van het Nederlandse nummer 144. 
Hierna volgde een grote campagne tegen het gebruik van dieren in het circus. Deze campagne werd voor het eerst gehouden in 1998 en opnieuw in 2012 onder de naam Circus bez Zvierat dat Circus zonder Dieren betekent. De actie had motto’s als Circus ja, maar zonder dieren en Leren ze jou dingen ook met de zweep aan?. De actie van 2012 had succes: na aandacht op nationale televisie, radio en billboards werd in 2018 werd een wet aangenomen waarmee trainen en opvoeringen van dieren in het openbaar verboden werd.

## Inkomsten
De non-profitorganisatie krijgt zijn inkomsten vooral van donaties en de Slowaakse 2%-regel. Dit percentage kan eenmaal per jaar van de belasting worden afgetrokken en moet worden gedoneerd aan een organisatie. 

## Asiel
De organisatie heeft het concept bedacht waar mensen zelf naar het asiel in Dubravka, bij Bratislava, komen en daar honden kunnen uitlaten. In het asiel wonen naast honden ook katten, vogels, cavia’s en konijnen. Het asiel helpt ook bij de opvang van dieren van gevluchte Oekraïners als gevolg van de Russische invasie van Oekraïne sinds 2022.